# 村上興匡
村上 興匡（むらかみ こうきょう、1960年 - ）は、日本の宗教学者。大正大学文学部教授。財団法人国際宗教研究所顧問。天台宗総合研究センター研究員。日本近代仏教史研究会評議員。宗教文化教育推進センター運営委員。比較宗教学、死生学の研究を中心に行っている。

## 来歴
- 1984年、東京大学教養学部卒業。
- 2003年4月、大正大学人間学部仏教学科の非常勤講師。
- 2006年9月、東京大学より文学博士の学位を取得、学位請求論文の題は「近代的葬祭慣習の成立と意識変化 : 死の個人化に関する社会史的研究 」[5]。
- 2008年4月から2013年3月までは、大正大学人間学部の教員。
- 2014年現在は、大正大学文学部人文学科の教授。[6]

## 発言・思想
- 僧侶という職業について、「周りの人は、僧侶という職業をからかいの対象として思っている節があるような気がします。一方で、僧侶がいなくては困るという感じも持っている」と述べている。[7]
- 東京大学で10年間助手を務めていた際、学生に対し、「大学院に行くということは極道の世界なんだ。道を極めると書いて極道と読む」「親兄弟を泣かせる職業だということを頭にいれとけ。まっとうな人は学者にならない方がよい」と語っていたという。[7]
- 学者の養成について、「学者にとって何が大事かと言うと、オリジナリティーを磨くことです。オリジナリティーを磨くためには、自分自身で勉強しなければならない。教えすぎるとろくでもない学者にしかならない。本当に独創的で外でも使える学者を育てるにはあまり教えてはならない」という持論を述べている。[7]

## 所属学会
- 日本宗教学会
- 日本民俗学会
- 宗教法学会
- 「宗教と社会」学会
- 比較家族史学会

## 担当経験のある科目
- いのちの倫理（大正大学）
- 人と文化をつくる宗教（大正大学）
- いのちの教育を考える（大正大学）
- 現代の人間関係を考える（大正大学）
- 生活のなかの宗教（大正大学）
- 民俗学（大正大学）
- 東と西の思想史（大正大学）
- 宗教科教育法（大正大学）

## 著作

### 共編著
- 『現代日本の宗教事情〈国内編Ｉ〉 (いま宗教に向きあう 第1巻)』堀江宗正責任編集 岩波書店 2018 ※第1章「個人化する葬送──墓と寺の後継者問題」の執筆担当
- 『慰霊の系譜―死者を記憶する共同体』西村明共著 森話社 2013
- 『社葬の経営人類学』中牧弘允、山田慎也、廣山謙介、三井泉、出口竜也、住原則也、日置弘一郎、前田啓治、野口智子、安達義弘共著 東方出版 1999
- 『葬祭仏教　その歴史と現代的課題』伊藤唯真、池見澄隆、神居文彰、藤井正雄、松濤弘道、大村英昭、鷲見定信、阿波昌、高橋弘次、佐藤良文、広瀬卓爾、伊藤真宏共著 ノンブル社 1997

## 論文
- 本土復帰による墓地,埋葬等に関する法律の適用と現代的課題（日本宗教学会 宗教研究、2013年3月）
- 宗教法人の霊園・墓地に関する問題（文化庁文化部 宗務時報、2013年3月）[8]
- 沖縄的死者慣行にみる「本土化」と「沖縄化」の相互作用（日本宗教学会 宗教研究、2012年3月）[9]
- 子どもと仏教--その文化と課題を探る（仏教文化学会 仏教文化学会紀要、2011年3月）[10]
- 本土復帰と沖縄葬墓制の変容 : 那覇周辺地域における墓地の現状（日本宗教学会 宗教研究、2007年3月）[11]
- 死者祭祀・供養の都市化・近代化における集団性と個人性（日本宗教学会 宗教研究、2006年3月）[12]
- 都市葬祭業の展開と葬儀意識の変化（東京大学文学部宗教学研究室 東京大学宗教学年報、2005年）[13]
- 明治期葬儀慣習の変化と風俗改良運動 : 宗教結婚式との比較（日本宗教学会 宗教研究、2004年3月）[14]
- 葬祭の個人化と意識の変容 : 各種アンケート調査をもとにして（東京大学グローバルCOEプログラム「死生学の展開と組織化」 死生学研究、2003年3月）[15]
- 近代葬祭業の成立と葬儀慣習の変遷（国立歴史民俗博物館研究報告、2001年3月）[16]
- 中江兆民の死と葬儀--最初の「告別式」と生の最終表現としての葬儀（東京大学文学部宗教学研究室 東京大学宗教学年報、2001年）[17]
- 英仏における宗教団体についての行政制度--いわゆる「セクト」対策を中心に（文化庁文化部 宗務時報、1997年10月）[18]
- 大正期東京における葬送儀礼の変化と近代化（日本宗教学会 宗教研究、1990年6月）[19]
- 大阪梅田地域の地蔵祭祀（東京大学文学部宗教学研究室 東京大学宗教学年報、1990年3月）[20]